# Schausia daria
Schausia daria är en fjärilsart som beskrevs av Druce 1895. Schausia daria ingår i släktet Schausia och familjen nattflyn. Inga underarter finns listade.